# Série de pièces commémoratives américaines des Jeux Olympiques de 1988
La série de pièces commémoratives américaines des Jeux Olympiques de 1988 est une série commémorative non circulante émise par la Monnaie des États-Unis en 1988 et frappée par les Monnaies de San Francisco, la Monnaie de West Point et de Denver.
Cette série est autorisée par la loi 100-141 du 28 octobre 1987, qui prévoit l'émission d'une série de pièces commémoratives pour célébrer les Jeux olympiques d'été de 1988 qui se déroulent à Séoul, en Corée.
En plus de la pièce d'argent d'un dollar, l'autre pièce qui complète la série commémorative en vertu de la même loi est la pièce en or de cinq dollars (half eagle).

## Contexte
Les Jeux Olympiques d'été de 1988 sont un événement multisports international qui se tient du 17 septembre au 2 octobre 1988 à Séoul, en Corée du Sud. 159 nations sont représentées aux jeux par un total de 8 391 athlètes (6 197 hommes et 2 194 femmes). 237 épreuves ont lieu et 27 221 bénévoles aident à préparer les Jeux Olympiques.
Les pièces commémoratives olympiques de 1988 sont émises pour célébrer la participation des États-Unis aux Jeux Olympiques. Une partie du prix d'achat de chaque pièce est reversée au Comité Olympique des États-Unis pour soutenir l'entraînement des athlètes américains.

## Législation
Le projet de loi H.R.2741 est proposé à la Chambre le 23 juin 1987 par le représentant démocrate de l'Illinois, Frank Annunzio (en). Il demande au Secrétaire au Trésor, la frappe de pièces commémoratives, une pièce de 5 dollars en or et une pièce de 1 dollar en argent, afin de soutenir l'entraînement des athlètes américains participant aux Jeux Olympiques de 1988. Il est approuvé par la Chambre le 6 août et envoyé au Sénat le jour suivant. Les sénateurs y apportent quelques amendements tels que certaines caractéristiques des pièces, leur vente et émission, les surtaxes qui doivent être versées au Comité Olympique des États-Unis et la fin de la frappe des pièces le 31 décembre 1988.
Le projet de loi amendé est approuvé par le Sénat le 13 octobre 1987 et renvoyé à la Chambre le lendemain et il y est accepté le jour même. Il est présenté au président Ronald Reagan le 21 octobre qui le signe une semaine plus tard pour en faire la loi publique 100-141.

## Dessin

### Dollar

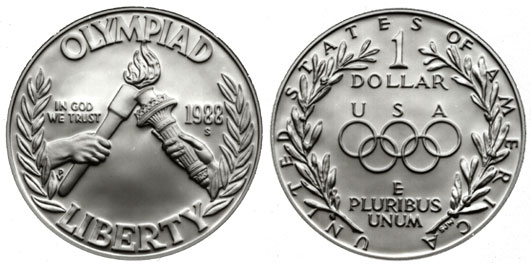
L'avers (à gauche) et le revers (à droite) de la pièce de 1 dollar des Jeux olympiques de Séoul.

Le dessin de l'avers de la pièce de 1 dollar, réalisé par Patricia Lewis Verani, représente une main tenant la torche de la Liberté et l'autre tenant une torche olympique. Les deux flammes se rejoignent avec des branches d'olivier encadrant la scène. Les inscriptions OLYMPIAD et LIBERTY apparaissent respectivement au-dessus et en dessous, avec IN GOD WE TRUST à gauche des torches et la date d'émission 1988 à droite,,.
Sur le revers, œuvre de Sherl Joseph Winter, les anneaux olympiques apparaissent au centre avec « USA » au-dessus et une autre paire de branches d'olivier encadrant la scène. L'inscription UNITED STATES OF AMERICA apparaît espacée autour du bord de la pièce. La valeur faciale, 1 DOLLAR, est en haut de la pièce et la devise E PLURIBUS UNUM près de la base,,.

### Half eagle
Le dessin de l'avers de la pièce d'or de 5 dollars, créé par Elizabeth Jones, représente Niké, la déesse de la Victoire, portant une couronne de feuilles d'olivier. Le mot LIBERTY apparaît le long du cou, avec la date d'émission, 1988, dans le champ gauche. Un ruban entrelacé avec la couronne porte les mots IN GOD WE TRUST,,.
Le revers de la pièce, conçu par Marcel Jovine, présente une flamme olympique stylisée avec les anneaux olympiques au-dessus contenant « USA ». Les inscriptions en dessous de l'image indiquent le pays émetteur, UNITED STATES OF AMERICA, la valeur faciale, FIVE DOLLARS et la devise E PLURIBUS UNUM,,.

## Production et vente
La loi publique 100-141, qui autorise l'émission des pièces commémorative, fixe une frappe maximum de 1 million de half eagles et 10 millions de pièces de 1 dollar. Les dollars en argent sont frappés à la Monnaie de Denver en version brillant universel, vendus au prix de 27 dollars, et à la Monnaie de San Francisco en condition belle épreuve, disponibles pour 29 dollars. Les pièces de 5 dollars sont émises par la Monnaie de West Point dans les deux finitions et mises en vente au prix de 225 dollars pour les pièces brillant universel et 235 dollars en condition belle épreuve. La série est dévoilée à la Monnaie de Denver le 2 mai 1988 par Katherine D. Ortega (en), secrétaire au Trésor des États-Unis, et Donna Pope, directrice de la Monnaie des États-Unis.
Les ventes sont restées très loin des limites maximales autorisées puisque seulement 344 378 pièces de 5 dollars sont vendues — 281 465 en belle épreuve et 62 913 en brillant universel — et 1 550 734 pièces de 1 dollar — 1 359 366 belle épreuve et 191 368 brillant universel. Il faut y ajouter 231 661 sets prestige, un coffret avec les deux pièces.
Les bénéfices tirés des ventes de la série sont versés par le secrétaire au Trésor au Comité olympique des États-Unis. Ce montant est utilisé uniquement pour entraîner les athlètes olympiques des États-Unis, pour soutenir les programmes d'athlétisme amateur locaux ou communautaires et pour construire des installations pour l'entraînement de ces athlètes.